# Adolfo Abranches Pinto
Adolfo do Amaral Abranches Pinto ComC • GCC • ComA • GOA • MOSD • M?MM (Mafra, Mafra, 27 de Dezembro de 1895 — Lisboa, 18 de Fevereiro, 18 de Fevereiro de 1981) foi um militar português que, entre outras funções, foi Ministro do Exército.

## Biografia
Sendo Major, a 7 de Outubro de 1939 foi feito Comendador da Ordem Militar de São Bento de Avis, a 27 de Fevereiro de 1946 foi elevado a Grande-Oficial da mesma Ordem, a 7 de Maio de 1946 foi feito Comendador da Ordem Militar de Nosso Senhor Jesus Cristo e a 20 de Maio de 1954 foi elevado a Grã-Cruz da Ordem Militar de Nosso Senhor Jesus Cristo.
Irmão do cônsul João do Amaral Abranches Pinto, oficial da Ordem Militar de Nosso Senhor Jesus Cristo a 20 de Janeiro de 1934, e de Manuel do Amaral Abranches Pinto, comendador da Ordem do Infante D. Henrique a 16 de Fevereiro de 1965.